# Rhopophilus pekinensis
Rhopophilus pekinensis là một loài chim trong họ Sylviidae.